# Hesiqui d'Alexandria
Hesiqui (grec antic: Ἡσύχιος, llatí: Hesychius) fou un gramàtic de l'antiga Grècia natural d'Alexandria que va viure cap al segle v dC. És conegut perquè és l'autor del lexicó més important de l'antiguitat que es conserva, ple de mots poc freqüents i d'origen obscur, molts dels quals són hàpaxs.
De la seva biografia no se sap res. La seva obra és precedida per una carta dirigida a cert Eulogi, també un personatge desconegut, i on explica el pla de la seva obra, que és un lèxic exhaustiu de Diogenià d'Heraclea, ampliat i complementat amb informacions pròpies i d'altres autors com Aristarc de Samotràcia, Apió Plistonices, Heliodor i altres.

## Lexicon

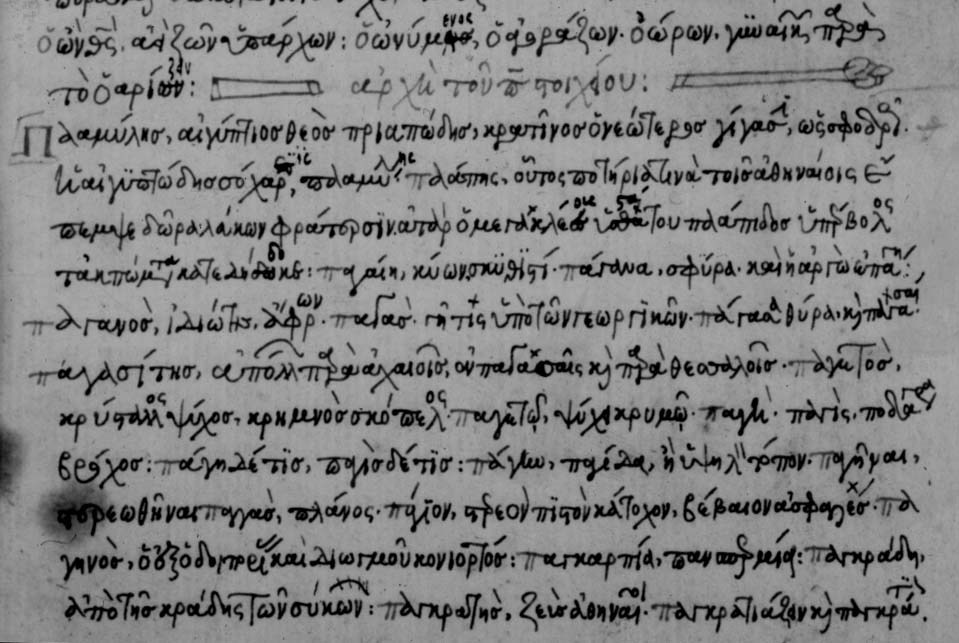
Fragment del Lexicon on es veu la part de les entrades que comencen amb la lletra π (pi).

La seva obra va arribar als nostres dies a través d'una única còpia del segle xv. Es titula "Col·lecció alfabètica de totes les paraules" (Συναγωγὴ Πασῶν Λέξεων κατὰ Στοιχεῖον), té més de 50.000 entrades, una llarga llista de paraules peculiars, formes i frases fetes, amb explicació del significat i sovint una referència d'algun autor que les ha fet servir o una indicació de la regió de Grècia on eren emprades de forma habitual. Aquesta obra és, per tant de gran valor per als estudiosos dels dialectes grecs antics i també per les explicacions sobre el llenguatge emprat per autors de l'època clàssica, en especial Èsquil i Teòcrit, que acostumaven a fer servir paraules bastant inusuals.
El Lexicon ha estat important, no tan sols pel que fa a la filologia grega, sinó també per l'estudi de llenguatges desapareguts com la reconstrucció del protoindoeuropeu i dialectes dels quals es té poca informació com són el traci i l'antic macedoni.
En les explicacions que Hesiqui fa sobre frases fetes i algun epítet es veu que van ser originades a partir d'un esdeveniment memorable en relació amb la religió o a la vida social dels seus avantpassats.
En una carta escrita per l'autor com a prefaci, diu que aquest diccionari està basat en part en el de Diogenià, que s'havia basat en un treball anterior de Pàmfil de Nicòpolis, però que també havia consultat obres d'altres gramàtics, entre ells: Aristarc de Samotràcia, Apió Plistonices, Heliodor i altres.
Algunes paraules pertanyents al camp semàntic del cristianisme (glossae sacrae), sobretot procedents d'Epifani, Gregori de Nazianz i d'altres, probablement siguin afegits del copista, ja que Hesiqui no devia ser cristià. No hi ha dubte que l'obra en el seu estat actual conté moltes interpolacions, fins i tot descomptant les glossae sacrae, però és una molt important font d'informació sobre paraules, autors i obres que a no ser pel diccionari no en tindríem coneixement.
Aquest manuscrit es va trobar a la Biblioteca de Sant Marc, a Venècia (catalogat com: Marc. Gr. 622). La primera edició que se'n va fer va ser la de Marcus Musurus, a la impremta d'Aldus Manutius a Venècia, el 1514; tornada a editar el 1520 i 1521 amb modestes revisions. Anys més tard se'n va fer una edició de més prestigi a càrrec de Moriz Wilhelm Constantin Schmidt (1858–1868).
Una edició més acurada va ser la publicada per l'Acadèmia Reial de Belles Arts de Copenhagen, iniciada sota la direcció de Kurt Latte (volum 1 publicat el 1953, volum 2 publicat pòstumament el 1966) i acabada per Peter Allan Hansen i Ian C. Cunningham (volum 3, 2005, volum 4, 2009).